# Escadron de chasse 1/20 Aurès Nementcha

L'escadron de chasse 1/20 Aurès Nementcha est une ancienne unité de chasse de l'armée de l'air française basé en Afrique du Nord entre le 1er avril 1956 et le 30 septembre 1963, au sein de la 20e escadre de chasse.

Durant toute son existence, le 1/20 a participé activement aux opérations de maintien de l'ordre de la Guerre d'Algérie.

## Historique

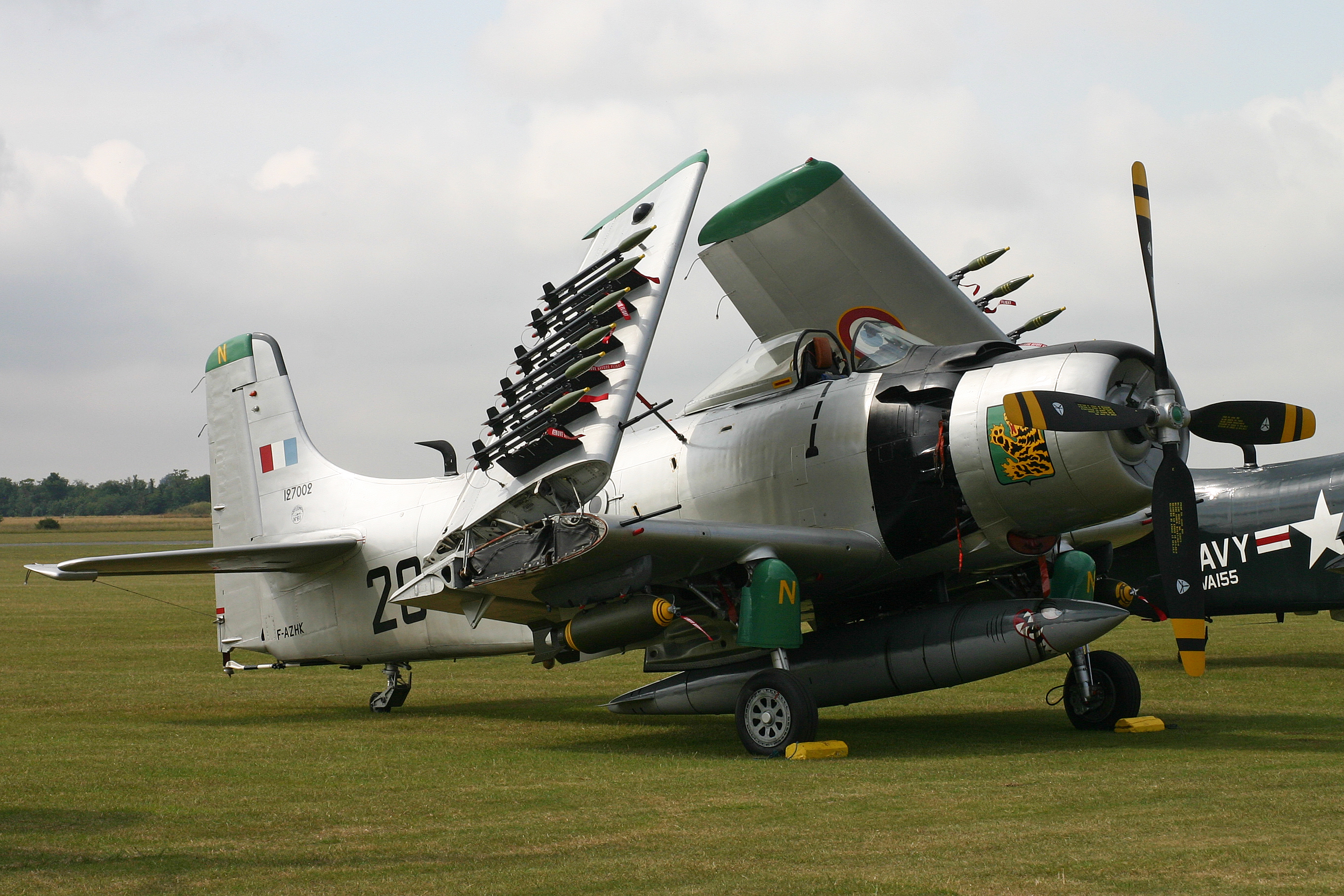
AD-4NA restauré aux couleurs du 1/20 Aurès Nementcha

Le fanion de l'escadron, perdu en 1973 a été retrouvé en 2014 et remis au Service Historique de la Défense.

## Escadrilles
- escadrille 1/20(1)
- escadrille 1/20(2)

## Bases
- Base aérienne 141 Oran la Sénia : 1er avril 1956 au 9 décembre 1959
- Base aérienne 142 Boufarik : 9 décembre 1959 au 17 septembre 1962
- Base aérienne 141 Oran la Sénia : 18 septembre 1962 au 31 décembre 1962
- Base aérienne 213 Bône : septembre 1962 au 22 avril 1963
- Détachement à Djibouti entre mars et juin 1963
- Base aérienne 142 Boufarik : 22 avril 1963 au 30 septembre 1963

## Appareils
Durant sa courte histoire, le 1/20 a volé sur les appareils suivants:
- P-47D Thunderbolt : de 1956 à 1960 (24 appareils en ligne en juillet 1955, 36 en janvier 1956)
- NC.701 (2 appareils en ligne en juillet 1955)
- MS-500 (2 appareils en ligne en juillet 1955)
- Mistral : de septembre 1957 à avril 1960 (16 appareils en ligne en janvier 1958)
- AD-4 Skyraider : d'avril 1960 à septembre 1963 (22 appareils en ligne en janvier 1963)